# 阿衡事件
阿衡事件（あこうじけん）は、平安時代前期に藤原基経と宇多天皇の間で起こった政治紛争である。阿衡の紛議とも呼ばれる。先代の光孝天皇の時代のように引き続き政務を執るよう求めた詔勅を基経が形式的に辞退した後、天皇は改めて詔勅を下した。しかし基経は、詔勅中の「阿衡」の語は名ばかりで実権のない職を指すと抗議し、一切の公務の遂行を放棄した。天皇は二度目の詔勅を撤回するなど対応に苦慮したが、最終的には妥協が成立した。

## 経緯
仁和3年（887年）、光孝天皇の重病に伴い、8月25日には臣籍降下していた皇子源定省は皇族に復帰して親王宣下を受け、翌26日に立太子、践祚した（宇多天皇）。この時期に問題となったのは光孝天皇および宇多の擁立を行い、長らく執政の任にあった太政大臣藤原基経の権限の確認であった。基経の後の手紙では「仁和3年8月以降から現在（書状を出した仁和4年5月）まで、太政官から天皇への奏上は行われていない」とあり、これは宇多天皇が基経の執政の任の確認を行わなかったため、基経は践祚から即位式までの間に執政を辞退する旨の伝達を行っていたと見られる。11月17日に即位式を終えた天皇は参議左大弁橘広相に命じて「基経に父光孝天皇の時代と同じように引き続き政務を執る」ことを命じた詔書を作成させ、21日に発給した。詔勅中の「皆関白於太政大臣」という言葉は、「関白」の初出である。
基経は先例により26日に一旦辞退する。天皇は橘広相に命じて二度目の詔勅を出した。その詔勅に「宜しく阿衡の任を以て卿の任とせよ」との一文があった。阿衡は中国の殷代の賢臣伊尹が任じられた官であり、この故事を橘広相は引用したのである。これを文章博士で基経の家司であった藤原佐世が「阿衡は位貴くも、職掌なし（地位は高いが職務を持たない）」と基経に告げたことにより大問題となる。基経は一切の政務を放棄してしまい、そのため国政が渋滞する事態に陥る。池田晃淵によれば基経は「厩馬を放散して、京中を驚かす如き、亂暴の擧動もなせしなるべし」怒りを表したという。心痛した天皇は基経に丁重に了解を求めるが、確執は解けなかった。
翌仁和4年（888年）4月、天皇は左大臣源融に命じて明経博士らに阿衡に職掌がないか研究させた。善淵愛成・中原月雄らの見解は佐世と同じであった。広相は「阿衡」は「三公で万機を執るもの」を指すものだと言い、職務が無い物を指すことはないと反論した。5月23日には紀伝道の儒者である藤原佐世・三善清行・紀長谷雄への諮問が行われたが、彼らも阿衡には職掌がないと回答した。6月1日には天皇の御前で広相と善淵・中原の対論が行われたが結論は出なかった。6月2日、天皇は仁和3年11月21日の詔書のごとく政を補佐するよう基経に伝えた。ここの日、天皇は以前「卿従前代猶摂政焉、至朕身親如父子、宜摂政耳（そなたは前代［光孝天皇の代］から摂政です。だから親しいことは父と子に対する如く、子に当たる私にも摂政であって下さい）」と基経に伝えたことに対して基経が「謹奉命旨必能奉（謹んでご命令を承ります。必ず天皇の御意に従い奉ります）」と返答しているのに裏切られたと憤慨する想いを記している。
しかし基経は阿衡の問題が解決しなければ政務に復帰できないと回答し、これを受けた源融は11月27日の勅答を改めるべきだと天皇に奏上した。天皇は難色を示したものの、11月27日の勅答は改められた。しかしなおも広相への批難は集まり、6月27日の大祓では広相以外の公卿が参列せず、完全に孤立するという事件も起きた。9月17日には天皇が善処を求める勅書を基経に送り、10月6日には基経の娘藤原温子が入内、9日には女御とされた。一方で広相は逼塞に追い込まれており、10月13日には詔書を作り誤った罪の量刑が求められ、15日には勘文が作成されている。10月27日の返答で基経は広相に重ねて処分を求めることはしない、仁和3年11月27日の勅答の改正は誤りであったと回答した。これは勅書の改正により、広相に罪があったと天皇が認定してしまったことを指している。天皇はこれを見て事件に一段落がついたと判断し、広相を罪に問うことはなく復帰させた。
天慶4年（941年）、朱雀天皇の成人に伴い、摂政藤原忠平は、「仁和の例」に従って「摂政」を改め「関白」と呼ばれることになった。これ以降成人天皇を補佐する関白の制度が定着する事となる。

## 菅原道真と阿衡事件
当時菅原道真は讃岐守として讃岐国に在国していた。道真は藤原佐世と同門であり、娘を嫁がせていた。また讃岐守赴任に当たっては基経から詩を贈られるなど関係もあった。一方で広相もまた同門であり、道真の文章博士時代の同僚であった。その関係深い人物が争う阿衡事件には心を痛めており、『憶諸詩友兼奉寄前濃州田別駕』という詩では「況皆疲倦論阿衡（伝え聞くところによると、京の皆は阿衡の論に疲れ倦んでいるのだから）」と述べている。一方で手紙ではこの論議の中で京にいなかったことを喜ぶ文章もある。
『政事要略』には「奉昭宣公書 菅丞相讃州刺史時」という道真が基経を諌めた書状が収録されている。これによれば、道真が広相の依頼に応じて密かに京に入り、基経に書状を出した。その中で広相を罰すれば天皇の恨みを買うことになり、基経のためにならない。また些細な語句のみで全体の文意を取らずに処罰を行っては、これから文章を書くこともできないであろうと述べたものである。この文章は道真自身が選じた『菅家文草』には収められておらず、やや疑わしい点もあると見られるが、概ね道真のものであると評価されている。これによれば道真が密かに京に入ったのは、広相の勘文が作成された後の仁和4年11月頃と見られる。坂本太郎や滝川幸司はこの時点で広相はすでに赦免されており、道真自身のものであったとしてもこの文章が事件に与えた影響はなかったであろうと見ている。ただし11月頃にも広相への風当たりがなおも強かったと仮定すれば、全くの無意味ではないという見解もある。

## 研究
この阿衡事件の基本史料は『政事要略』の巻第30「阿衡事」に『宇多天皇御記』（日記抄出）、仁和3年（887年）11月21日の詔書から仁和4年11月とされる菅原道真『奉昭宣公書 菅丞相讃州刺史時』までの関係文書が収録されている。
基経は仁和5年（889年）10月に天皇宛に送った手紙で「先に関白とありながら後に阿衡となったのが不満であった」と述べている。
ただし、基経が「阿衡」と呼ばれたのはこの事件が最初ではない。『日本三代実録』巻46元慶8年（884年）7月8日条では、光孝天皇は「如何、責阿衡、以忍労力疾」と、基経を「阿衡」とした勅書を基経に送っている。宇多と橘広相が「阿衡」の語を勅書で用いたのはこの際の例にならったものと見られる。このため基経と家司藤原佐世が「阿衡」の語を問題視したのは、何らかの意図によるものであるという見解が取られることが多い。
研究ではこの事件は基経の天皇に対する示威活動とみられていた。橘広相は宇多天皇に娘を嫁がせており、斉中親王・斉世親王の二皇子を儲けている。古藤真平は基経が新天皇との関係を構築する上で、広相の存在が障害になったとしている。一方で基経が自らの権限・立場を明確にしようとしたものであるという見方も強まっている。
瀧浪貞子は、宇多天皇が幼帝に代わって政務を摂行（代行）する「摂政」と、光孝時代に定着していた成人天皇を補佐し、機務奏宣（政の要件を天皇に奏上する）を行う「関白」を同じものと誤解し、さらに「阿衡」を基経に対する敬意を示そうと用いたことで、基経はそれらの誤用に気づかせようとして一回目の辞表に「太政大臣辞摂政第一表」（太政大臣が摂政を辞す表）と書いた。しかし宇多は基経の真意に気づかず、「阿衡」を使った勅書を下して重ねて「摂政」となることを求めた。この宇多の認識のズレが基経のサボタージュに繋がったとしている。瀧浪は阿衡事件の評価を天皇の父、すなわち太上天皇が天皇を後見する時代から外祖父が天皇を後見する時代への移行を促したものと見ている。
佐々木宗雄は、光孝天皇の時に基経に与えられていた政務の全面委任（王権代行の権限）の授与を示す言葉が宇多天皇2度の詔には明記されなかったために、天皇が自己の政治権限の削除を図っているとの反感を抱いて、光孝天皇の時と同等の権限を求めたのではないかという説を立てている。